# Elezioni parlamentari in Croazia del 2007
Le elezioni parlamentari in Croazia del 2007 si tennero il 25 novembre per il rinnovo del Sabor. In seguito all'esito elettorale, Ivo Sanader, espressione dell'Unione Democratica Croata, fu confermato Presidente del Governo; nel 2009 fu sostituito da Jadranka Kosor, esponente dello stesso partito.

## Risultati
| Liste                                                                                              | Voti                                 | %     | Seggi |
| -------------------------------------------------------------------------------------------------- | ------------------------------------ | ----- | ----- |
| Unione Democratica Croata (HDZ)                                                                    | 907.724                              | 36,62 | 66    |
| Partito Socialdemocratico di Croazia (SDP)                                                         | 776.690                              | 31,33 | 56    |
| Partito Popolare Croato - Liberal Democratici (HNS)                                                | 168.440                              | 6,79  | 7     |
| Coalizione HSS - HSLS • HSS - HSLS • HSS - HSLS - PGS • HSS - HSLS - ZDS • HSS - HSLS - ZDS - ZS   | 161.814 103.069 23.804 24.394 10.547 | 6,53  | 8     |
| Partito Croato dei Pensionati (HSU)                                                                | 101.091                              | 4,08  | 1     |
| Partito Croato dei Diritti (HSP)                                                                   | 86.863                               | 3,50  | 1     |
| Alleanza Democratica Croata di Slavonia e Barania (HDSSB)                                          | 44.552                               | 1,80  | 3     |
| Dieta Democratica Istriana (IDS)                                                                   | 38.267                               | 1,54  | 3     |
| Centro Democratico (DC) + Verdi (Zeleni) • DC • DC - Verdi • Verdi                                 | 21.927 14.512 5.616 1.799            | 0,88  | -     |
| Partito dei Pensionati (SU) (con ISDNS, n. 8)                                                      | 21.882                               | 0,88  | -     |
| Partito Croato della Gioventù (HSM)                                                                | 16.246                               | 0,66  | -     |
| Solo la Croazia - Movimento per la Croazia (JH)                                                    | 15.902                               | 0,64  | -     |
| Partito Democratico delle Donne (DSŽ) + Verdi di Croazia (ZH) • DSŽ - ZH • ZH • DSŽ                | 10.099 6.562 2.845 692               | 0,41  | -     |
| Sinistra della Croazia (LH) - SRP - HSD - ISDF-FDSI                                                | 9.855                                | 0,40  | -     |
| Partito Democratico Indipendente Serbo (SDS)                                                       | 9.115                                | 0,37  | -     |
| Lista Indipendente (NL) - Jerko Ivanković Lijanović                                                | 9.024                                | 0,36  | -     |
| Partito Puro Croato dei Diritti (HČSP)                                                             | 8.941                                | 0,36  | -     |
| Lista Indipendente (NL) - Tonći Tadić                                                              | 8.419                                | 0,34  | -     |
| Partito Contadino Croato Autentico (A-HSS)                                                         | 7.847                                | 0,32  | -     |
| Coalizione ASH - HRS - ZS • ASH - HRS - ZS • ASH - HRS - ZS - JSDSH • ASH - HRS - ZS - JSDSH - DSŽ | 7.354 5.397 604 1.353                | 0,30  | -     |
| Lista Verde (ZL)                                                                                   | 5.972                                | 0,24  | -     |
| Azione Giovanile (AM)                                                                              | 5.096                                | 0,21  | -     |
| HKDS - KSU                                                                                         | 4.474                                | 0,18  | -     |
| Alfabeto della Democrazia (Abeceda)                                                                | 2.905                                | 0,12  | -     |
| Lista Indipendente (NL) - Slaven Letica                                                            | 2.774                                | 0,11  | -     |
| HP - HPP                                                                                           | 2.697                                | 0,11  | -     |
| Altre liste indipendenti <0,10%                                                                    | 9.889                                | 0,40  | -     |
| Altre liste <0,10%                                                                                 | 13.159                               | 0,53  | -     |
| Minoranze nazionali                                                                                | -                                    | -     | 8     |
| Totale                                                                                             | 2.479.018                            |       | 153   |

### Risultati per distretto
| Distretto | HDZ     | SDP     | HNS     | HSS - HSLS | HSU     | HSP    | HDSSB  | IDS    | DC + Verdi | SU     | HSM    | JH     | DSŽ + ZH | LH    | HČSP  | A-HSS | ASH   | ZL    | AM    | Totale    |
| --------- | ------- | ------- | ------- | ---------- | ------- | ------ | ------ | ------ | ---------- | ------ | ------ | ------ | -------- | ----- | ----- | ----- | ----- | ----- | ----- | --------- |
| 1         | 74.716  | 101.250 | 15.479  | 10.547     | 11.728  | 5.774  |        |        | 3.440      | 2.896  | 1.803  | 1.556  | 949      | 884   | 504   | 411   | 889   | 1.425 | 467   | 240.716   |
| 2         | 79.784  | 83.523  | 11.197  | 41.417     | 10.744  | 7.345  |        |        | 1.776      | 2.466  | 1.985  | 1.257  | 906      | 702   | 420   | 1.140 | 701   | 972   |       | 250.612   |
| 3         | 58.446  | 75.459  | 62.092  | 24.394     | 8.642   | 4.094  |        |        | 1.424      | 1.800  | 1.339  | 357    | 647      | 584   | 516   | 1.766 | 509   | 481   |       | 245.064   |
| 4         | 65.115  | 55.936  | 9.687   | 8.424      | 10.207  | 16.656 | 31.795 |        | 1.068      |        | 1.294  | 602    | 1.398    | 482   |       | 576   | 364   |       |       | 208.716   |
| 5         | 90.821  | 56.721  | 9.160   | 11.766     | 7.877   | 11.023 | 12.757 |        | 3.687      | 2.346  | 1.591  | 791    | 796      | 592   | 492   | 844   | 480   |       |       | 212.431   |
| 6         | 75.723  | 79.818  | 11.995  | 18.298     | 9.820   | 7.615  |        |        | 2.388      | 2.686  | 1.452  | 3.912  | 885      | 776   | 493   | 718   | 763   | 1.069 | 651   | 221.215   |
| 7         | 91.387  | 95.959  | 14.355  | 16.874     | 11.789  | 8.462  |        |        | 2.996      | 3.123  | 2.102  | 1.644  | 1.345    | 1.158 | 802   | 665   | 961   | 1.560 | 1.062 | 260.050   |
| 8         | 50.071  | 96.972  | 12.311  | 6.930      | 13.841  | 4.276  |        | 38.267 | 1.452      | 1.648  | 1.308  | 520    | 1.034    | 2.430 |       | 366   | 604   |       | 1.566 | 236.569   |
| 9         | 132.494 | 57.637  | 9.631   | 8.356      | 8.574   | 8.705  |        |        | 2.051      | 2.848  | 1.703  | 2.522  | 1.358    | 890   | 1.980 | 722   | 657   |       | 726   | 254.355   |
| 10        | 115.740 | 73.415  | 12.533  | 14.808     | 7.869   | 9.056  |        |        | 817        | 2.069  | 1.231  | 2.741  | 781      | 1.357 | 3.409 | 639   | 696   | 465   | 624   | 259.663   |
| 11 (Est.) | 73.427  |         |         |            |         | 3.857  |        |        | 828        |        | 438    |        |          |       | 325   |       | 730   |       |       | 89.627    |
| Totale    | 907.724 | 776.690 | 168.440 | 161.814    | 101.091 | 86.863 | 44.552 | 38.267 | 21.927     | 21.882 | 16.246 | 15.902 | 10.099   | 9.855 | 8.941 | 7.847 | 7.354 | 5.972 | 5.096 | 2.479.018 |

- DC + Verdi: in liste tra loro concorrenti nei distretti nn. 1 (rispettivamente, 2.138 e 1.302 voti) e 3 (927 e 497 voti); in liste coalizzate nei distretti nn. 2, 6 e 8; dati relativi alla sola lista DC negli altri distretti.
- DSŽ + ZH: in liste tra loro concorrenti nel distretto n. 4 (rispettivamente, 692 e 706 voti); in liste coalizzate nei distretti nn. 1, 2, 3, 5, 6, 7, 8; dati relativi alla sola lista ZH nei distretti nn. 9 e 10 (in cui DSŽ si presenta con ASH).